# Wilfred Bigelow
Wilfred Gordon Bigelow (ur. 18 czerwca 1913 w Brandon w prowincji Manitoba, zm. 27 marca 2005 w Toronto) – kanadyjski kardiochirurg.

## Życiorys
Jego ojcem był kanadyjski chirurg  Wilfred Abram Bigelow (1879–1966), który w Brandon założył pierwszą prywatną klinikę w Kanadzie.
Bigelow studiował medycynę na uniwersytecie w Toronto, którą ukończył w 1938. W latach 1938–1941 specjalizował się w chirurgii. Po służbie wojskowej na europejskim froncie II wojny światowej w latach 1946-47 szkolił się w kardiochirurgii pod okiem Richarda Binga i Alfreda Blalocka w klinice chirurgii uniwersytetu Johnsa Hopkinsa w Baltimore. Następnie jako chirurg wrócił do Toronto do Toronto General Hospital (TGH), gdzie od 1956 do swojej emerytury w 1977 był dyrektorem kliniki kardiochirurgii. W 1948 został profesorem chirurgii na tamtejszym uniwersytecie. W 1956 zorganizował Oddział Badań Schorzeń Sercowo-Naczyniowych w TGH, a od 1958 organizował szkolenia z kardiochirurgii w Toronto.

## Dokonania
Bigelow był w Kanadzie pionierem wprowadzającym stosowanie sztucznych rozruszników serca oraz we wprowadzaniu hypotermii do operacji na otwartym sercu. Stosował nowe techniki operacyjne, lub ulepszał wcześniejsze, jak operacja Vineberg'a z wszczepieniem tętnicy piersiowej wewnętrznej w niedokrwiony mięsień serca. Prace nad hypotermią podczas operacji serca umożliwiły w 1953 operację serca u pierwszego pacjenta.. Na emeryturze napisał dwie książki z historii medycyny.

## Ordery i odznaczenia
- 1959 nagroda Canada Gairdner International Award
- 1981 Order Kanady
- 1992 Starr Medal der Canadian Medical Association
- 1997 Canadian Medical Hall of Fame
- doctor honoris causa Uniwersytetu w Hamburgu
- doctor honoris causa Uniwersytetu w Toronto
- członek honorowy Royal College of Surgeons of England

## Życie prywatne
Od 1941 z żoną Margaret Ruth Jennings, która z zawodu była pielęgniarką. Mieli czwórkę dzieci. Bigelow był zapalonym myśliwym i wędkarzem.